# Come On Die Young
| Recensione | Giudizio |
| ---------- | -------- |
| AllMusic   | [ 1 ]    |

Come On Die Young, noto anche con l'acronimo CODY, è il secondo album discografico del gruppo musicale scozzese Mogwai, pubblicato nel 1999 dalla Chemikal Underground. L'album, prodotto e missato da Dave Fridmann, venne pubblicato in Regno Unito il 29 marzo 1999.

## Tracce
1. Punk Rock: – 2:08 (Stuart Braithwaite)
2. Cody – 6:33 (Stuart Braithwaite)
3. Helps Both Ways – 4:53 (Dominic Aitchison)
4. Year 2000 Non-Compliant Cardia – 3:25 (Stuart Braithwaite, Martin Bulloch)
5. Kappa – 4:52 (Stuart Braithwaite, Dominic Aitchison)
6. Waltz for Aidan – 3:44 (Dominic Aitchison, Stuart Braithwaite)
7. May Nothing But Happiness Come Through Your Door – 8:29 (Dominic Aitchison, Stuart Braithwaite, Barry Burns)
8. Oh! How the Dogs Stack Up – 2:03 (Barry Burns)
9. Ex-Cowboy – 9:09 (Dominic Aitchison)
10. Chocky – 9:23 (John Cummings, Barry Burns, Martin Bulloch)
11. Christmas Steps – 10:39 (Dominic Aitchison, Stuart Braithwaite)
12. Punk Rock/Puff Daddy/Antichrist – 2:14 (Stuart Braithwaite)

## Formazione
- Stuart Braithwaite – chitarra; voce su Cody
- Dominic Aitchison – basso elettrico
- Martin Bulloch – batteria
- John Cummings – chitarra
- Barry Burns – pianoforte, tastiera, chitarra, flauto

### Altri musicisti
- Richard Formby – lap steel guitar su Cody
- Luke Sutherland – violino
- Wayne Myers – trombone su Punk Rock/Puff Daddy/Antichrist
- Dave Fridmann – strumenti vari

### Personale tecnico
- Dave Fridmann – produzione, ingegneria del suono, missaggio audio
- Geoff Allan – ingegneria del suono

### Grafica
- Adam Piggot – grafica di copertina, design
- Hugh Aitchison – fotografia
- Alan Dimmick – fotografia
- Paul Savage – fotografia